# Землянки (Кременчуцький район)
Земля́нки — село в Україні, у Глобинській міській громаді Кременчуцького району Полтавської області. Населення на 1 січня 2011 року становить 331 особа.

## Географія
Розташоване за 65 км від районного центру м. Кременчук та за 15 км від залізничної станції Глобине. За півкілометра знаходиться село Корещина. За 2,5 км від села — село Малинівка. По селу протікає пересихаючий струмок із заплавою.

## Історія
Засноване у 1-ій пол. XIX ст. як власницький хутір Копанки, що відносився до Хорольського повіту.
У 1859 р. тут налічувалось 25 дворів. Сучасну назву отримало на поч. ХХ ст.
У Національній книзі пам'яті жертв Голодомору 1932—1933 років в Україні вказано, що 26 жителів села загинули від голоду.
12 червня 2020 року, відповідно до розпорядження Кабінету Міністрів України № 721-р «Про визначення адміністративних центрів та затвердження територій територіальних громад Полтавської області», село увійшло до складу Глобинської міської громади.
19 липня 2020 року, в результаті адміністративно - територіальної реформи та ліквідації Глобинського району, село увійшло до складу новоутвореного Кременчуцького району.

## Населення
Станом на 1 січня 2011 року населення села становить 331 особа.
- 1859 — 25 дворів
- 2001 — 364
- 2011 — 331

### Мова
Розподіл населення за рідною мовою за даними перепису 2001 року:
| Мова       | Кількість | Відсоток |
| ---------- | --------- | -------- |
| українська | 357       | 98.08%   |
| російська  | 5         | 1.38%    |
| білоруська | 1         | 0.27%    |
| румунська  | 1         | 0.27%    |
| Усього     | 625       | 100%     |

## Економіка
Провідні підприємства:
- ТОВ "Агрофірма «Землянки» основні галузі рослинництва — вирощування зернових і технічних культур

## Освіта
Серед закладів освіти є:
- Землянківська загальноосвітня школа І-ІІІ ступенів

## Медицина
На території села працює фельдшерсько-акушерський пункт.

## Культура
Є сільський клуб, бібліотека.

## Пам'ятники
На території Землянківської загальноосвітньої школи в 2008 році встановлений пам'ятник Народній артистці України, Герою України Раїсі Опанасівні Кириченко (1943—2005).
Пам'ятник встановлено на подвір'ї школи, яка носить ім'я народної співачки і має «іменну» світлицю. Автор пам’ятника — заслужений художник України Микола Цись, зобразив Раїсу Панасівну в погрудді з букетом троянд. Пам’ятник виготовлено за кошти районного бюджету та спонсорів. Його було відкрито восени 2008 року на відзначення 65–річчя з дня народження співачки. Пам'ятник став кульмінацією урочистостей, що проходили в селі.

## Відомі люди
В селі народилася відома українська співачка — Раїса Кириченко. Це є помилковим ствердженням. Адже Раїса Кириченко народилася в селі Корещина Глобинського району